# Kristen pacifism
Kristen pacifism är den teologiska och etiska ståndpunkten att pacifism och ickevåld har både en biblisk och rationell grund för kristna, och att våld är oförenligt med den kristna tron.
Kristna pacifister ser Jesus som en pacifist som lärde ut och utövade pacifism, och menar att hans anhängare måste göra likadant.
Kända kristna pacifister inkluderar Martin Luther King Jr., Leo Tolstoy, Dorothy Day, bröderna Daniel och Philip Berrigan och Annika Spalde.